# Sistema criptográfico
De uma forma geral, é considerado sistema criptográfico qualquer sistema que, dada uma mensagem e uma chave, consiga gerar uma nova mensagem ilegível que possa ser transmitida por canais desprotegidos, sem correr o risco de poder ser compreendida por terceiros sem conhecimento da chave. O sistema só será completo se a mensagem cifrada puder ser recuperada, através de, geralmente, essa mesma ou de outra chave.
Até se instituirem os conceitos de criptografia e criptoanálise, os sistemas foram baseados em transformações elementares (como o caso da soma, permutação de valores, etc). Por exemplo, um dos sistemas mais básico pode ser descrito com uma única permutação, que, considerando a ordem das letras no alfabeto, a cada letra P da mensagem faz corresponder outra letra C=P+K, sendo K a chave deste sistema. A recuperação seria baseada também em K, P=C-K. Este é um exemplo básico de um algoritmo criptográfico.
Com os actuais sistemas de criptoanálise é possível, simultaneamente quebrar e inventar novos algoritmos cada vez mais seguros. Entenda-se por “algoritmo seguro”, aquele que cifra uma mensagem de tal maneira que ela só possa ser, na prática, decifrada com o conhecimento da chave, ou através de métodos cujo tempo estimado seja próximo do infinito.
Os sistemas actuais podem ser baseados na codificação por blocos – em que a mensagem original é dividida em pequenos blocos – ou por fluxo (stream) – em que a codificação é feita em tempo real. Os primeiros são geralmente mais morosos e exigentes a nível de recursos, e os segundos muito flexíveis e rápidos.

## NSAe comprometimento do sistema de criptografia daInternet

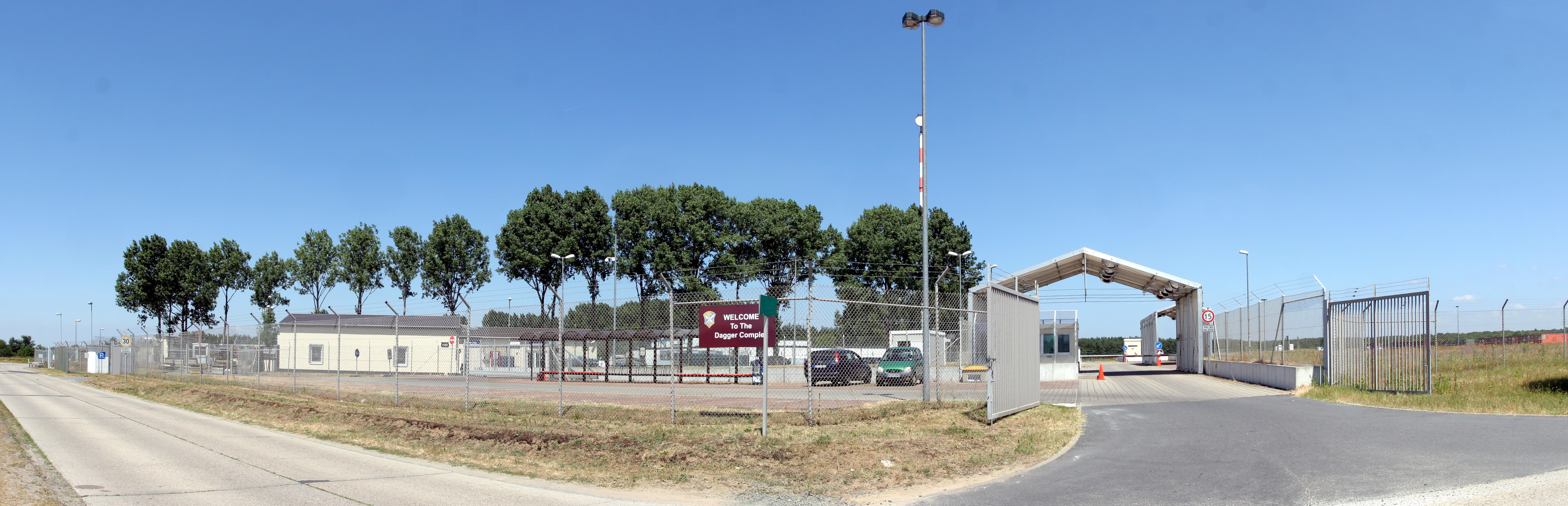
Complexo Dagger a 20 km de Frankfurt.

Em 2013, foi revelado que, como parte do programa de vigilância global dos Estados Unidos e aliados no programa, os chamados Cinco Olhos: Austrália, Canadá, Nova Zelândia e Reino Unido,
a NSA e o GCHQ, o serviço de inteligência britânico, inseriram vulnerabilidades em grande parte das comunicações transmitidas pela internet comprometendo a estrutura do sistema de criptografia da rede mundial.
Um dos esforços mais intensos se concentraram em comprometer a Segurança da Camada de Transporte comprometendo o Protocolo de Camada de Sockets Segura.
A empresa multinacional americana Microsoft, revelam os documentos, colaborando com o PRISM (programa de vigilância) ajudou a NSA a contornar as garantias de criptografia de seus softwares, permitindo também que o governo americano pudesse monitorar chats no portal Outlook.com. Em 2013, a Microsoft trabalhou com o FBI para permitir que a NSA obtivesse acesso ao serviço de armazenamento em nuvem da empresa SkyDrive e ao Skype.
A informação está em documentos vazados ao jornal "The Guardian" por Edward Snowden.
Além do "The Guardian", o jornal "The New York Times" e o site "ProPublica" também publicaram artigos sobre as revelações contidas nos documentos. De acordo com o "The Guardian", oficiais de inteligência pediram aos jornais que o artigo não fosse publicado. Em resposta, alguns trechos teriam sido removidos das reportagens.
O Complexo Dagger em Darmstadt, na Alemanha, é operado pelo Exército dos Estados Unidos em nome da NSA. Semelhante ao Centro de Processamento de Dados Utah da NSA, o Complexo Dagger é capaz de processar, armazenar e decriptografar milhões de pacotes de dados.

## Ver Também
- Revelações da Vigilância global (2013-Presente)
- Edward Snowden
- Vigilância de Computadores e Redes
- Operações de Fonte Especial (SSO)